# São Paio (Melgaço)
São Paio is een plaats (freguesia) in de Portugese gemeente Melgaço en telt 639 inwoners (2001).

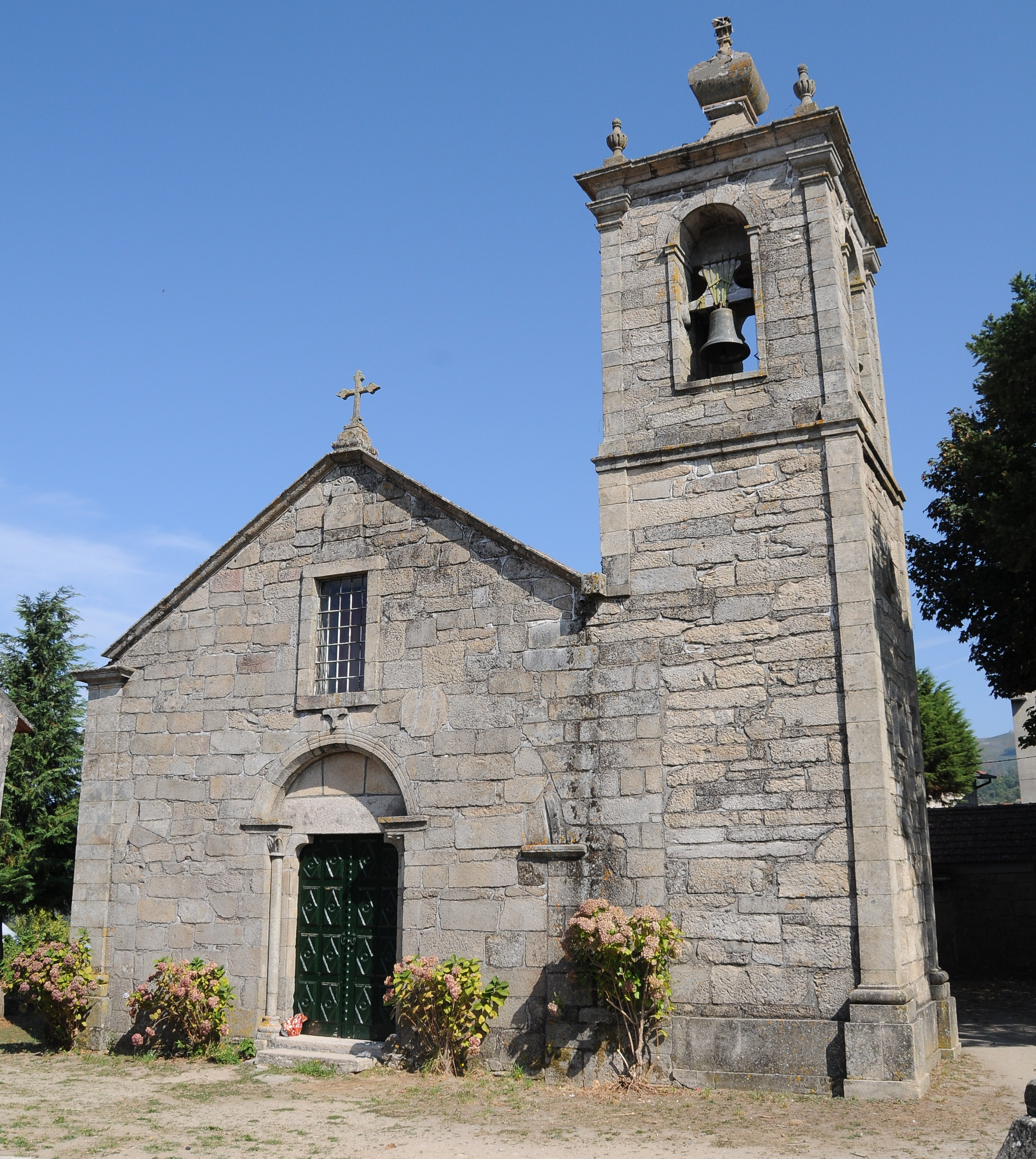